# Simeon S. Willis
Simeon Slavens Willis, född 1 december 1879 i Lawrence County, Ohio, död 2 april 1965 i Frankfort, Kentucky, var en amerikansk republikansk politiker och jurist. Han var Kentuckys guvernör 1943–1947.
Willis arbetade som rektor i en skola, studerade sedan juridik och inledde 1901 sin karriär som advokat. Mellan 1927 och 1933 arbetade han som domare i en appellationsdomstol.
Willis efterträdde 1943 Keen Johnson som guvernör och efterträddes 1947 av Earle C. Clements. Willis, som var ursprungligen metodist, konverterade till anglikanismen.